# Association des traducteurs littéraires de France
 (février 2023).
L’Association des traducteurs littéraires de France (ATLF) est née en 1973. Elle a pour vocation de promouvoir les littératures étrangères traduites, défendre les intérêts des traducteurs littéraires et donc de lutter aux côtés des écrivains (auxquels les assimile le Code de la propriété intellectuelle) et représenter la profession auprès des éditeurs et des pouvoirs publics.

## Historique
En 1973, un groupe de traducteurs littéraires (dont Miguel-Angel Asturias, Marcel Bataillon, Maurice-Edgar Coindreau, Étiemble, Max-Pol Fouchet, Pierre Leyris) fait scission avec la Société française des traducteurs (SFT) et fonde l'Association des traducteurs littéraires de France ou ATLF.
En 1983, l'ATLF commande à la sociologue Nathalie Heinich une vaste enquête socioprofessionnelle qui, pour la première fois, dresse un tableau de la profession.  
La même année, l'association ATLAS (Assises de la traduction littéraire en Arles) est créée sous l'égide de l'ATLF.
En 1985, un « Grand prix national de la traduction » est décerné pour la première fois par le ministère de la Culture. Par décret, la moitié du jury est composée de traducteurs proposés par l’ATLF (ce prix sera supprimé par le ministre de la Culture en 1998).
En 1986, l'ATLF est à l'initiative de la création du Conseil européen des associations de traducteurs littéraires (CEATL).
En 1988, consciente du rôle et de la responsabilité du traducteur, l'ATLF adopte un « Code de déontologie » qui définit les normes éthiques de la profession.
En 2013, l'ATLF déménage pour s’installer dans l’Hôtel de Massa, affirmant ainsi sa volonté de travailler toujours plus étroitement avec la SGDL et les autres sociétés d’auteur. Cette année-là paraît le Guide de la traduction littéraire, rédigé en partenariat avec le SNE, sous l’égide du CNL.

## Publications
- L'ATLF publie tous les deux ans le Répertoire des traducteurs membres de l'ATLF pour l'édition, la presse, le théâtre et l'audiovisuel, à l'attention de tous les professionnels en quête de traducteurs. Ce répertoire est également consultable en ligne sur internet [3]).

- Elle publie TransLittérature, revue semestrielle créée en  1991. Au sommaire de cette revue : entretiens avec des traducteurs, articles de fonds sur la traduction, recensions de livre, prix littéraires, etc.

## Interventions
L'ATLF anime dans des festivals littéraires (America, Quais du Polar, Salon du livre jeunesse de Montreuil, les Boréales, VO-VF…) des joutes de traduction à destination du grand public.
Elle anime également des rencontres lors du Salon du livre de Paris.
Elle organise chaque année, lors des « Assises de la traduction » d'Arles organisées par ATLAS, une table ronde sur les enjeux actuels de la traduction.

## Fonctionnement
Le conseil d'administration est composé d'un président et de douze membres, la présidente actuelle[Quand ?] étant Corinna Gepner.
(Se sont succédé à la présidence : Françoise Cartano, Jacqueline Lahana, François Mathieu, Olivier Mannoni, Laurence Kiefé et Corinna Gepner).
L'ATLF reçoit une subvention du Centre national du livre (CNL).

## Langues représentées au sein de l'association
Au sein de l'association, sont représentées, entre autres, les langues suivantes : afrikaans, albanais, allemand, alsacien, anglais, arabe, bengali, bulgare, catalan, chinois, coréen, danois, dari, espagnol, estonien, finnois, français, galicien, grec, hébreu, hindi, hongrois, islandais, italien, japonais, latin, lituanien, macédonien, malayalam, néerlandais, norvégien, occitan, persan, polonais, portugais, roumain, russe, serbe, serbo-croate, slovène, suédois, suisse allemand, swahili, tadjik, tchèque, tibétain, turc, ukrainien, vénitien, vietnamien, yiddish

## Autres associations de traducteurs
- Conseil européen des associations de traducteurs littéraires (CEATL)
- Assises de la Traduction Littéraire en Arles (ATLAS)
- Collège international des traducteurs littéraires (CITL)
- Association des traducteurs/adaptateurs de l'audiovisuel (ATAA)
- La Maison des écrivains étrangers et des traducteurs (MEET)
- Société européenne des auteurs (SEA)